# Liste des édifices labellisés « Maisons des Illustres » en Martinique
Cet article recense les édifices possédant le label « Maisons des Illustres » en Martinique, en France. 
Au début 2024, la Martinique compte deux édifices ainsi labellisés.

## Liste
| Édifice                                 | Personnalité   | Commune        | Référence | Protection        | Coordonnées                  | Photo |
| --------------------------------------- | -------------- | -------------- | --------- | ----------------- | ---------------------------- | ----- |
| Ancien Hôtel de ville de Fort-de-France | Aimé Césaire   | Fort-de-France | MI232     | Inscrit MH (1979) | 14° 36′ 23″ N, 61° 04′ 12″ O |       |
| Habitation Clément                      | Homère Clément | Le François    | MI169     | Classé MH (1996)  | 14° 36′ 07″ N, 60° 54′ 25″ O |       |